# Struikkaardertje
Het struikkaardertje (Dictyna uncinata) is een spinnensoort uit de familie van de kaardertjes (Dictynidae).
De spin wordt 2,5 tot 3,5 mm groot. Het struikkaardertje is makkelijk te verwarren met het heidekaardertje. Alleen heeft deze vijf in plaats van drie haarstrips op het kopborststuk. En deze spin woont bij voorkeur op peterselie. Komt voor in het Palearctisch gebied.